# كوغي شيميزو
كوغي شيميزو (باليابانية: 清水康次؛ بالكانا: しみず こうじ) هو منافس ألعاب قوى ياباني، ولد في 17 أكتوبر 1969 في هيروشيما في اليابان.

## وصلات خارجية
- كوجي شيميزو على موقع الاتحاد الدولي لألعاب القوى (الإنجليزية)